# Racomitrium pruinosum
Racomitrium pruinosum là một loài Rêu trong họ Grimmiaceae. Loài này được (Wilson) Müll. Hal. mô tả khoa học đầu tiên năm 1869.